# Ambaixada d'Espanya a Washington DC
L'Ambaixada d'Espanya a Washington, DC es troba el 2375 Pennsylvania Avenue NW, al barri de West End des de 1994. Anteriorment era al 2801 16th Street NW.
Espanya no va establir relacions diplomàtiques amb els Estats Units fins a l'any 1790, a partir de la ratificació del Tractat de París de 1783, que va posar fi a les hostilitats entre els Estats Units i el Regne de la Gran Bretanya. Les relacions diplomàtiques van ser interrompudes entre 1808 i 1814 per l'ocupació nord-americana de l'oest de la Florida, i de nou des d'abril de 1898 fins a l'abril de 1899 durant la Guerra hispano-nord-americana.